# Cyanopepla griseldis
Cyanopepla griseldis là một loài bướm đêm thuộc phân họ Arctiinae, họ Erebidae.